# Élection présidentielle kényane de 2013
L'élection présidentielle kényane de 2013 s'est déroulée le 4 mars 2013.

## Contexte
Pour la première fois des débats présidentiels télévisés sont organisés les 11 et 25 février 2013. Également, pour la première fois, certains bureaux de vote sont équipés pour transmettre électroniquement les résultats vers la commission indépendante IEBC chargée de comptabiliser les résultats des élections générales.
Huit candidats ont posé leur candidature lors de l'élection présidentielle du 4 mars 2013. Pour l'emporter au premier tour, un candidat doit réunir au moins 25 % des votes dans au moins 24 comtés différents et 50 % de l'ensemble des votes plus un (majorité absolue).

## Candidats
| Candidat             | Qualité                                              | Colistier            | Coalition        | Parti       |
| -------------------- | ---------------------------------------------------- | -------------------- | ---------------- | ----------- |
| Mohammed Abduba Dida | Ancien professeur d'études secondaires               | Joshua Odongo        |                  | ARC         |
| Raila Odinga         | Premier ministre du Kenya                            | Kalonzo Musyoka      | CORD             | ODM         |
| Uhuru Kenyatta       | Vice-Premier ministre du Kenya                       | William Ruto         | Jubilee Alliance | TNA         |
| Musalia Mudavadi     | Vice-Premier ministre du Kenya                       | Jeremiah Ngayu Kioni | Amani Coalition  | UDF         |
| Martha Karua         | Député de la circonscription Gichugu                 | Augustine Lotodo     | --               | NARC-Kenya  |
| Peter Kenneth        | Député de la circonscription Gatanga                 | Ronald Osumba        | Eagle Alliance   | KNC         |
| James ole Kiyiapi    | Ancien secrétaire permanent, ministre de l'Éducation | Winnie Kaburu        | --               | RBK         |
| Paul Muite           | Ancien député de la circonscription Kikuyu           | Shem Ochuodho        | --               | Safina (en) |

## Résultats
Deux d'entre eux obtiennent ensemble 93,38 % des 12 330 028 bulletins de vote déposés : le vice-premier ministre et ministre des Finances sortant Uhuru Kenyatta et le Premier ministre sortant Raila Odinga.
Raila obtient 43,31 % du total des suffrages et, au moins, 25 % dans 30 comtés différents. Kenyatta récolte 50,07 % et, au moins, 25 % dans 42 comtés différents ce qui, dès le premier tour, en fait le président élu de la république du Kenya.
Raila Oginga, conformément à la possibilité donnée par l'article 140.1 de la Constitution, dépose, en date du 16 mars 2013 une pétition à la Cour suprême pour contester la validité du scrutin présidentiel arguant des bourrages d'urnes, les dysfonctionnements du système électronique de transmission vers l'IEBC et l'inorganisation de cette dernière,. La Cour rend son jugement le 30 mars suivant en déclarant que « l'élection générale fut libre et impartiale » et que « Uhuru et son colistier Ruto ont été valablement élus ».